# Eunidia punctulicollis
Eunidia punctulicollis es una especie de escarabajo longicornio del género Eunidia, categorizada en la tribu Eunidiini, de la subfamilia Lamiinae. Fue descrita por Breuning en 1957.

## Descripción
Mide 6-6,5 mm de longitud.

## Distribución
Se distribuye por Namibia y Zambia.